# Ichida Souta
Ichida Souta est un nom japonais traditionnel ; le nom de famille (ou le nom d'école), Ichida, précède donc le prénom (ou le nom d'artiste).
Ichida Sōta (市田 左右太, 1843 - 12 septembre 1896) est un photographe japonais, pionnier de la photographie au Japon.